# This Heat
This Heat is een experimentele avant-garde rockband. Actief in de periode 1975-1982. De band wordt beschouwd als de ontbrekende schakel tussen de progressieve rock uit de jaren zeventig en postpunkmuziekstijlen als no wave, noiserock, industrial, post-rock en andere art rock-(sub)genres.

## Biografie

### 1975 - 1982: Off the beaten track
This Heat werd opgericht door de Britse multi-instrumentalisten Charles Bullen, Charles Hayward en Gareth Williams, halfweg de jaren zeventig. Bullen en Hayward waren voordien al samen actief als Friendly Rifles maar ook onder de naam Dolphin Logic. Het experimentele trio houdt zich ver van platgetreden paden en combineert invloeden uit verschillende genres. Jazzrock en de Duitse krautrock scene (Can, Neu, Faust…) vormen een duidelijke bron van inspiratie. In het precomputertijdperk pakt This Heat uit met loops, overdubs, samples en andere geluidsfragmenten die hoofdzakelijk door tapemanupilatie worden gecreëerd. This Heat realiseert op die manier een nieuw, uniek, geluid. Zoals zoveel bands met een hoog pioniersgehalte slaagt This Heat er nooit in commercieel succes te boeken in haar zevenjarig bestaan. De wereld hoort voor het eerst van This Heat als de BBC dj John Peel in 1977 een demo van het trio in de ether gooit. Aan de debuut-LP wordt uiteindelijk meer dan twee jaar gewerkt. In de zomer van 1979 wordt de titelloze plaat, een collectie van soundscapes, uitgegeven op Piano Records. This Heat toont zich een politiek geëngageerde band in het sociaal onrustige Groot-Brittannië van de late jaren 70. Eigenwijs maar niet eigengereid wordt meer dan eens deelgenomen aan manifestaties en multimedia events voor het goede doel. In 1981 komt het meer toegankelijke Deceit uit. Het tweede en meteen ook laatste full album van de groep. Deceit laat een meer rockgeoriënteerd geluid horen en bevat tal van invloeden uit de wereldmuziek. Kort na de release stapt Williams uit de groep. Eén jaar later en na het afwerken van een Europese tour houdt This Heat het definitief voor bekeken. Meer dan tien jaar na de zwanenzang van de groep wordt in 1993 een album met onuitgegeven materiaal uitgegeven onder de naam Repeat. In 2006 wordt Out Of Cold Storage op de markt gebracht. Het gaat om een box met 6 cd's die het verzamelde werk van de band bevat.

### 1983 en verder
- Charles Bullen gaat na This Heat solo met het project Lifetones. In 1983 al brengt hij het album For a Reason op. In de jaren 90 is Bullen nog actief onder de naam Circadian Rhythms en People in Control.

- Charles Hayward (1951) richt na 1982 de band Camberwell Now op met Stephen Rickard, de vroegere p.a.-man van This Heat. De groep wordt in 1985 versterkt met Maria Lamburn en een jaar later wordt het enige album The Ghost Trade uitgebracht. Hayward treedt tegenwoordig vooral onder eigen naam op.

- Gareth Williams maakt na zijn periode bij This Heat even deel uit van Flaming Tunes met Mary Currie maar legt zich verder vooral toe op een carrière als schrijver en gaat in India wonen. Hij overlijdt aan kanker in december 2001 op 48-jarige leeftijd.

- In 2016 tot en met 2019 treden Bullen en Hayward samen op met materiaal van This Heat, onder de naam This is not This Heat.

## Bandleden This Heat
- Charles Hayward - drums, sounds & tapes, vocals (1975-1982)
- Charles Bullen - gitaar, klarinet, vocals (1975-1982)
- Gareth Williams - basgitaar, sounds & tapes, keyboards, vocals (1975-1981)
- Trefor Goronwy - basgitaar, vocals (1982)
- Ian Hill - keyboards, vocals (1982)

## Discografie
- This Heat (LP - 1978/CD reissue - 2006)
- Health And Efficiency (12" EP - 1981)
- Deceit (LP - 1981/CD reissue - 2006)
- This Heat met Mario Boyer Diekuuroh (Tape – 1982)
- Live In Krefeld (Tape – 1986)
- The Peel Sessions (12" EP – 1988)
- Repeat (CD - 1993/reissue - 2006)
- Made Available-1977 Peel Sessions (CD - 1996/reissue - 2007)
- Out of Cold Storage (CD Box – 2006)